# Cultuur van Mexico
De cultuur van Mexico is een reflectie van de bewogen geschiedenis van Mexico. Ze is ontstaan door een mengeling van de Meso-Amerikaanse cultuur met die van Spanje. In mindere mate hebben ook andere Europese landen, Afrika en de Verenigde Staten de Mexicaanse cultuur beïnvloed.
Spaans is in Mexico de meest gesproken taal. Zo'n 90% van de bevolking heeft het als moedertaal, en ook de rest heeft overwegend kennis van het Spaans. Er worden nog tientallen inheemse talen gesproken, waarvan er 62 officieel erkend zijn. Sommige van deze talen hebben nog maar enkele tientallen sprekers, terwijl het (Nahuatl), de meest gesproken inheemse taal, er anderhalf miljoen heeft. Indiaanse talen hebben hun invloed uitgeoefend op het (Mexicaans-Spaans), wat het best tot uiting komt door de honderden leenwoorden. Ook op andere punten, en dan met name de uitspraak, wijkt het Mexicaans-Spaans af van het Spaans van Spanje, vanwege de grote geografische afstand tussen de twee landen en het feit dat vele generaties Mexicanen tweetalig zijn opgegroeid.

## Samenleving

### Familie
Mexico staat bekend om zijn hechte familiebanden. Het aantal echtscheidingen in Mexico behoort tot de laagste ter wereld, en er rust dan ook een zeker stigma op scheidingen, hoewel minder dan vroeger (president Vicente Fox (2000-2006) bijvoorbeeld is gescheiden). Kinderen blijven vaak tot ze trouwen bij hun ouders wonen. Het is daarnaast niet ongebruikelijk dat een extended family, met grootouders, ooms, tantes, etc. bij elkaar in de buurt of in hetzelfde huis wonen. Er wordt dan hoge waarde gehecht aan loyaliteit binnen de familie.
Het rolpatroon binnen een familie is vaak strikt en traditioneel verdeeld, met de vader die de baas is van de familie. Machismo is vrij gebruikelijk. Moeders zorgen voor het huishouden en staan voor hun kinderen in hoog aanzien. De laatste decennia zijn deze stereotypes sterk afgenomen.

### Gemeenschap
In Mexico wordt het gemeenschapsleven hoog gewaardeerd. In de Mexicaanse cultuur is de verwachting dat men samen werkt en zich sociaal gedraagt een belangrijke component van de samenleving, met als basis de sterke familiebanden. Wantrouwen in de overheid veroorzaakt echter grootschalige corruptie, zowel hoog als laag, en het is dan ook niet ongebruikelijk dat politieagenten worden omgekocht om een boete of gevangenisstraf te ontlopen. De Mexicaanse overheid probeert campagnes te ondernemen om deze gebruiken te beëindigen, maar dat heeft tot dusver weinig resultaat opgeleverd, mede omdat de overheid zelf ook bepaald niet vrij is van corruptie.

### Internationaal
Mexico's verstandhouding met de rest van de wereld is eveneens vrij complex. De Spaanse verovering van Mexico heeft Mexico een identiteitscrisis opgeleverd. Het grootste deel van de Mexicanen beschouwt zichzelf noch als Spaans, noch als indiaans maar als mesties. Het heeft echter eeuwenlang geduurd voordat men deze identiteit geaccepteerd heeft. De indiaanse bevolking van Mexico heeft er echter wel problemen mee dat Mexico als een land van mestiezen wordt gepresenteerd, omdat ze voelen dat ze daarmee genegeerd worden. Over Spanjaarden wordt, in tegenstelling tot het verleden, niet meer negatief gedacht. Van de overige Europese landen heeft vooral Frankrijk veel invloed op Mexico gehad. Hoewel het land Mexico in de jaren zestig van de 19e eeuw was binnengevallen, heeft de Franse cultuur aan het einde van die eeuw een zeer sterke aantrekkingskracht uitgeoefend op de Mexicaanse elite, wat nog terug te zien is in de vele gebouwen die in Mexico-Stad in Franse stijl zijn opgetrokken.
Met gringos, personen uit de Verenigde Staten, heeft Mexico een haat-liefdeverhouding. De Verenigde Staten worden gezien als een buurman waar men niet met, maar ook niet zonder mee kan leven. Veel Mexicanen hebben het de Verenigde Staten nog niet vergeven dat ze na de Mexicaans-Amerikaanse Oorlog en de Vrede van Guadalupe Hidalgo de helft van het Mexicaanse grondgebied hebben ingenomen. (Illegale) immigratie heeft de laatste jaren tot nieuwe wrijvingen geleid. Typerend voor de verhouding tussen Mexico is een uitspraak die wordt toegeschreven aan Porfirio Díaz: "Arm Mexico, zo ver van God, zo dicht bij de Verenigde Staten."
De overige landen in Latijns-Amerika worden doorgaans als gelijkgestemden beschouwd. Mexico maakt samen met andere Latijns-Amerikaanse landen deel uit van een aantal organisaties, hoewel Latijns-Amerikaanse integratie in de praktijk moeilijk verloopt en wordt gefrustreerd door de verschillende vormen van nationalisme. Met Guatemala heeft Mexico in het verleden een aantal keer problemen gehad over onder andere de grenzen. De verhouding Mexico-Guatemala wordt weleens gezien als een kopie van die tussen de Verenigde Staten en Mexico in het klein.

## Religie

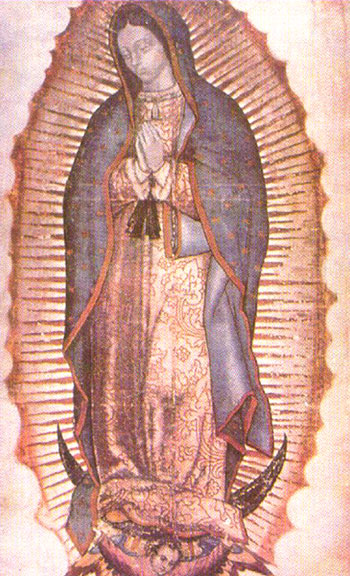
Onze-Lieve-Vrouw van Guadalupe

Na de Spaanse verovering van Mexico werd het rooms-katholicisme geïntroduceerd. Hoewel veel Mexicanen geen vaste kerkgangers of buitengewoon godsdienstig zijn, ziet 89% van de bevolking zich nog steeds als katholiek en wordt het rooms-katholicisme gezien als onderdeel van de nationale identiteit. Veel elementen van het indiaanse verleden zijn nog terug te vinden in het Mexicaanse katholicisme, waaronder de verering van heiligen, die soms als opvolgers van de indiaanse goden worden gezien, alsook feestdagen zoals de Dag van de Doden. Het katholicisme in Mexico is hierdoor een syncretisch geloof geworden. 6% van de Mexicanen hangt een protestantse denominatie aan, waarvan de meesten mormonen of Jehova's getuigen zijn. 3,5% van de bevolking is onkerkelijk.

## Kunst

### Beeldende kunst

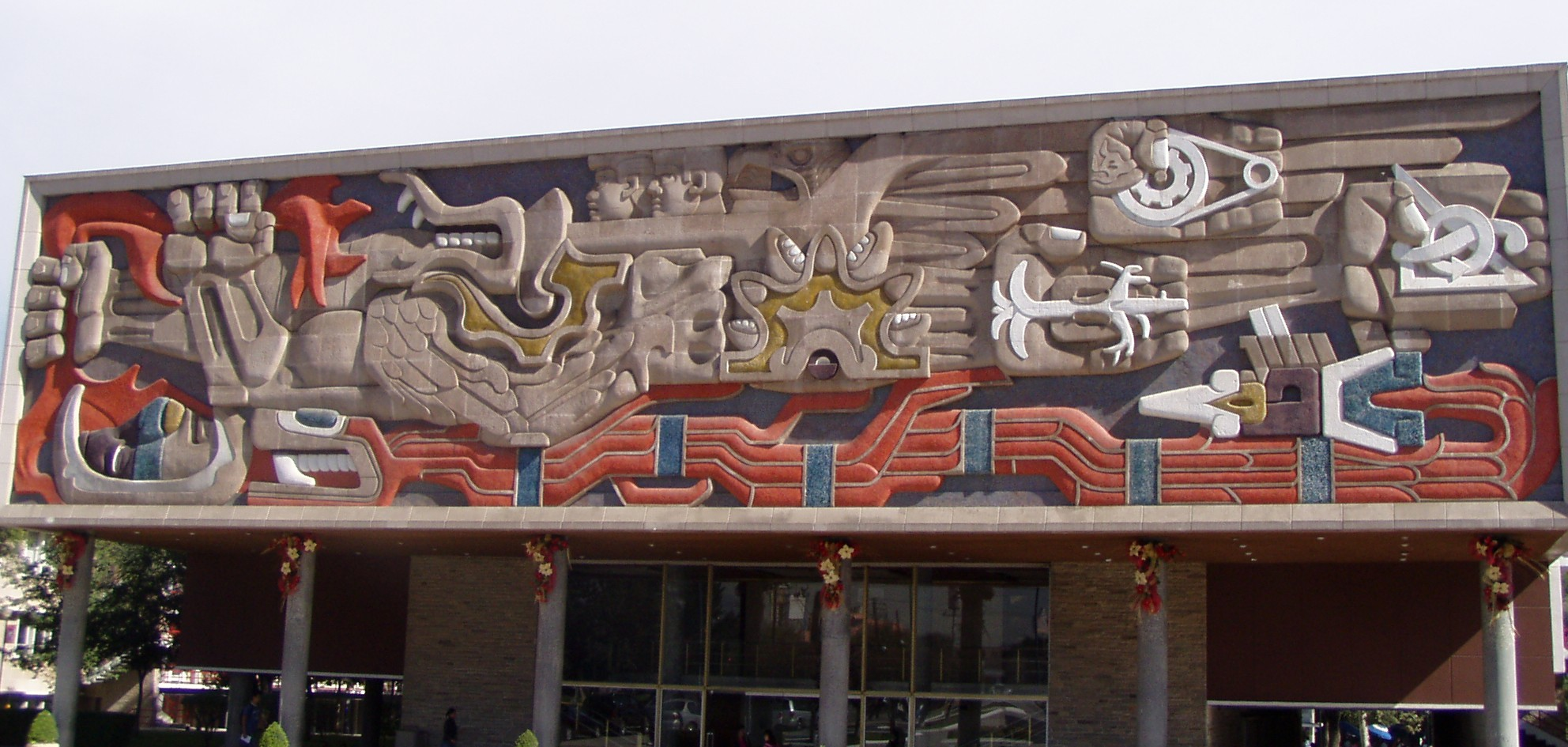
Een gevecht tussen de Azteekse goden Quetzalcoatl en Tezcatlipoca op een muurreliëf in Monterrey

Mexico is wereldwijd bekend wegens zijn traditie die afkomstig is van een combinatie tussen inheemse en Spaanse traditie. Bekend zijn onder andere het aardewerk en de alebrijes uit Oaxaca, talavera uit Puebla en sarapes uit Saltillo. Tussen de Spaanse verovering en het begin van de 20e eeuw was de Mexicaanse kunst veelal een nabootsing van de Europese tradities. Na de Mexicaanse Revolutie leidde een nieuwe generatie kunstenaars een nieuwe nationale kunstbeweging in, geïnspireerd door het indigenisme, waarin politieke, historische en volksthema's verwerkt werden. De schilders Diego Rivera, José Clemente Orozco en David Alfaro Siqueiros werden wereldbekend om hun muurschilderingen waarbij ze de beeldvorming van Mexico op de inheemse cultuur baseerden en de idealen van de revolutie uitdroegen, terwijl Rufino Tamayo en Frida Kahlo meer surrealistische werken schilderden. Pionier van de Mexicaanse kunstfotografie was Manuel Alvarez Bravo.

### Muziek
De Mexicaanse muziek is buitengewoon divers en kent een breed scala aan muziekstijlen. Het bekendste muziekgenre is de ranchero, gespeeld door mariachi's. Deze stijl wordt gezien als ouderwets, maar wordt desalniettemin op prijs gesteld en is even populair als moderne muziek. Rancherostijlen, waaronder norteño, banda en corrido, zijn niet alleen populair in Mexico zelf maar ook in Mexicaans-Amerikaanse gemeenschappen. Beïnvloed door immigranten uit Bohemen werd in de 19e eeuw polka populair in Mexico. Van de son, die uit Cuba is overgekomen, hebben zich in Mexico verschillende regionale stijlen ontwikkeld, waaronder de son jalisciense en de son veracruzano. Banda ontstond in de staat Sinaloa in de jaren zestig. Andere nieuwe muziekstijlen als cumbia, pop en rock genieten een toenemende populariteit.

## Keuken
De Mexicaanse keuken is, als het gaat om diversiteit, een van de rijkste ter wereld. Ze is rijk aan proteïnen, vitaminen en mineralen, hoewel veel mensen die het niet gewend zijn het vaak (te) vettig en vooral te pikant vinden. Ook hier weer geldt dat de cuisine voor een groot deel een combinatie is van Spaanse en indiaanse ingrediënten, hoewel de indiaanse ingrediënten duidelijk de boventoon voeren. Bekende gerechten zijn taco's, enchilada's, frijoles, quesadilla's en pozole. In het noorden van Mexico en in het zuiden van de Verenigde Staten (met name Texas) is er een mengvorm van Mexicaanse en Amerikaanse cuisine ontstaan, die bekendstaat als tex-mex. Ingrediënten die uit Mexico afkomstig zijn zijn onder andere kalkoen, tomaten, pepers, pompoenen, avocado's en chocolade. Dranken uit Mexico zijn onder andere Aguas frescas, warme chocolade, pulque en verschillende mezcals, waarvan tequila de bekendste is.

## Sport
Charreria en stierenvechten zijn nationale sporten. Vrijwel alle grote steden hebben wel arena's voor stierengevechten. De grootste arena ter wereld bevindt zich in Mexico-Stad en biedt plaats voor 55.000 toeschouwers. In Mexico wordt de Spaanse versie van het stierengevecht gehanteerd, waarbij de stier gedood wordt. Met afstand de populairste sport is echter voetbal. Bekende clubs zijn Club Toluca, Club América en Chivas de Guadalajara. Hoewel het Mexicaans voetbalelftal als een van de beste ter wereld geldt is het op de wereldkampioenschappen nog nooit verder gekomen dan de kwartfinales. Andere populaire sporten zijn honkbal (in Yucatán even populair als voetbal), boksen, worstelen, basketbal, jai alai en wielrennen.
Azerbeidzjan · België · Denemarken · Duitsland · Frankrijk ·  Hongarije · Iran · Kroatië · Luxemburg · Madagaskar · Mexico · Nederland · Spanje · Suriname